# Verein für Leibesübungen Wolfsburg 1992-1993
Questa voce raccoglie le informazioni riguardanti il Verein für Leibesübungen Wolfsburg nelle competizioni ufficiali della stagione 1992-1993.

## Stagione
Nella stagione 1992-1993 il Wolfsburg, allenato da Uwe Erkenbrecher, Dieter Winter e Eckhard Krautzun, concluse il campionato di 2. Bundesliga al 14º posto.

## Rosa
| N. |                                 | Ruolo | Calciatore         |
| -- | ------------------------------- | ----- | ------------------ |
| 4  | Danimarca (bandiera)            | D     | Jann Jensen        |
| 8  | Germania (bandiera)             | D     | Holger Ballwanz    |
| 15 | Germania (bandiera)             | D     | Peter Kleeschätzky |
| 18 | Germania (bandiera)             | C     | Detlev Dammeier    |
|    | Germania (bandiera)             | P     | Uwe Hain           |
|    | Germania (bandiera)             | P     | Jörg Hoßbach       |
|    | Germania (bandiera)             | P     | Burkhard Kick      |
|    | Germania (bandiera)             | D     | Michael Geiger     |
|    | Germania (bandiera)             | D     | Frank Lieberam     |
|    | Germania (bandiera)             | D     | Frank Ockert       |
|    | Germania (bandiera)             | D     | Joachim Trautmann  |
|    | Bosnia ed Erzegovina (bandiera) | C     | Bruno Akrapović    |

| N. |                     | Ruolo | Calciatore          |
| -- | ------------------- | ----- | ------------------- |
|    | Germania (bandiera) | C     | Hans-Jürgen Brunner |
|    | Germania (bandiera) | C     | Ralf Ewen           |
|    | Polonia (bandiera)  | C     | Jacek Frąckiewicz   |
|    | Germania (bandiera) | C     | Stefan Holze        |
|    | Germania (bandiera) | C     | Thorsten Kohn       |
|    | Germania (bandiera) | C     | Uwe Koschinat       |
|    | Romania (bandiera)  | C     | Silviu Vuia         |
|    | Tunisia (bandiera)  | A     | Fahed Dermech       |
|    | Germania (bandiera) | A     | Holger Fiebich      |
|    | Germania (bandiera) | A     | Andree Fincke       |
|    | Germania (bandiera) | A     | Siegfried Reich     |
|    | Germania (bandiera) | A     | Lutz Schwerinski    |

## Organigramma societario
Area tecnica
- Allenatore: Eckhard Krautzun
- Allenatore in seconda:
- Preparatore dei portieri:
- Preparatori atletici:

## Calciomercato

### Sessione estiva
| Acquisti | Acquisti            | Acquisti               | Acquisti |
| R.       | Nome                | da                     | Modalità |
| -------- | ------------------- | ---------------------- | -------- |
| D        | Holger Ballwanz     | Amburgo                |          |
| C        | Hans-Jürgen Brunner | Monaco 1860            |          |
| C        | Detlev Dammeier     | Amburgo                |          |
| A        | Fahed Dermech       | Étoile du Sahel        |          |
| P        | Uwe Hain            | Eintracht Braunschweig |          |
| C        | Stefan Holze        | Eintracht Braunschweig |          |
| D        | Frank Lieberam      | Ulsan HD               |          |
| D        | Frank Ockert        | Weinheim               |          |
| A        | Lutz Schwerinski    | Magdeburgo             |          |

| Cessioni | Cessioni       | Cessioni               | Cessioni |
| R.       | Nome           | a                      | Modalità |
| -------- | -------------- | ---------------------- | -------- |
| A        | Frank Plagge   | SV Grün-Weiß Calberlah |          |
| C        | Carlos Tavares | Arminia Hannover       |          |

### Sessione invernale
| Acquisti | Acquisti      | Acquisti | Acquisti |
| R.       | Nome          | da       | Modalità |
| -------- | ------------- | -------- | -------- |
| A        | Andree Fincke | Friburgo |          |
| D        | Jann Jensen   | Colonia  |          |

| Cessioni | Cessioni | Cessioni | Cessioni |
| R.       | Nome     | a        | Modalità |
| -------- | -------- | -------- | -------- |

## Risultati

### 2. Bundesliga

#### Girone di andata
| Arbitro: | Strigel |

|                          |           |                                                 |
| Palma 7’ Meinke 67’, 69’ | Marcatori | 6’, 42’ Holze 11’ Geiger 75’ Dammeier 80’ Reich |

| Arbitro: | Funken |

|                                  |           |            |
| Frąckiewicz 25’ Kleeschätzky 89’ | Marcatori | 68’ Drulák |

| Stoccarda 18 luglio 1992, ore 15:30 CEST 3ª giornata | Kickers Stoccarda | 0 – 0 referto | Wolfsburg | Waldau-Stadion (4 700 spett.)\| Arbitro: \| Amerell \| |
| Arbitro:                                             | Amerell           |               |           |                                                        |

| Arbitro: | Prengel |

|                                |           |                                   |
| Schwerinski 37’ Reich 39’, 78’ | Marcatori | 3’ Seeliger 59’ Braun 65’ Rraklli |

| Arbitro: | Müller |

|                          |           |           |
| Koch 1’ Weiland 61’, 79’ | Marcatori | 11’ Holze |

| Arbitro: | Boos |

|          |           |  |
| Veit 45’ | Marcatori |  |

| Arbitro: | Mölm |

|                                |           |  |
| Reich 40’, 64’ Frąckiewicz 78’ | Marcatori |  |

| Arbitro: | Heynemann |

|               |           |                           |
| Schreiber 34’ | Marcatori | 73’ Reich 87’ Frąckiewicz |

| Arbitro: | Kuhne |

|                     |           |            |
| Reich 41’ Holze 74’ | Marcatori | 6’ Schanda |

| Arbitro: | Wittke |

|                         |           |                 |
| Herzberger 40’ Ruof 86’ | Marcatori | 70’ Frąckiewicz |

| Arbitro: | Boos |

|             |           |                            |
| Fiebich 85’ | Marcatori | 25’ Preetz 82’, 90’ Sailer |

| Arbitro: | Haupt |

|            |           |  |
| Zimmer 29’ | Marcatori |  |

| Arbitro: | Willems |

|  |           |                |
|  | Marcatori | 4’, 77’ Hubner |

| Amburgo 6 settembre 1992, ore 15:00 CEST 14ª giornata | St. Pauli | 0 – 0 referto | Wolfsburg | Millerntor-Stadion (11 400 spett.)\| Arbitro: \| Fleske \| |
| Arbitro:                                              | Fleske    |               |           |                                                            |

| Arbitro: | Zerr |

|                            |           |                        |
| Kleeschätzky 76’ Reich 80’ | Marcatori | 21’ Gries 75’ Lünsmann |

| Arbitro: | Brandauer |

|                                                 |           |  |
| Täuber 14’ Eichenauer 24’ Hoffmann 41’ Weiß 88’ | Marcatori |  |

| Arbitro: | Habermann |

|                                            |           |          |
| Reich 20’, 78’ Frąckiewicz 48’ Dermech 81’ | Marcatori | 87’ Aden |

| Arbitro: | Schmidt |

|                                    |           |                           |
| Anders 6’ Rische 65’ Engelmann 90’ | Marcatori | 45’ Reich 69’ Frąckiewicz |

| Arbitro: | Wagner |

|                     |           |                       |
| Holze 22’ Reich 41’ | Marcatori | 58’ Voigt 66’ Küttner |

| Arbitro: | Leimert |

|                                                  |           |                 |
| Hupe 1’, 72’ Deffke 14’ Pasul'ko 39’ Brandts 54’ | Marcatori | 62’ Frąckiewicz |

| Arbitro: | Gläser |

|                                                |           |             |
| Frąckiewicz 47’, 72’ Reich 68’ Schwerinski 75’ | Marcatori | 22’ Niklaus |

| Arbitro: | Fröhlich |

|          |           |  |
| März 35’ | Marcatori |  |

| Arbitro: | Fux |

|           |           |           |
| Reich 26’ | Marcatori | 51’ Degen |

#### Girone di ritorno
| Arbitro: | Malbranc |

|                       |           |  |
| Fiebich 42’ Holze 53’ | Marcatori |  |

| Arbitro: | Ziller |

|                                                 |           |             |
| Wawrzyniak 49’ Machala 80’ Drulák 84’ Linke 86’ | Marcatori | 82’ Fiebich |

| Arbitro: | Werthmann |

|             |           |                          |
| Brunner 13’ | Marcatori | 4’ Berkenhagen 43’ Shala |

| Arbitro: | Domurat |

|            |           |                     |
| Freund 27’ | Marcatori | 33’, 73’, 89’ Reich |

| Arbitro: | Weber |

|                                |           |              |
| Reich 36’, 49’ Frąckiewicz 48’ | Marcatori | 82’ Daschner |

| Wolfsburg 28 febbraio 1993, ore 15:00 CET 29ª giornata | Wolfsburg | 0 – 0 referto | Chemnitz | VfL-Stadion am Elsterweg (5 800 spett.)\| Arbitro: \| Schäfer \| |
| Arbitro:                                               | Schäfer   |               |          |                                                                  |

| Arbitro: | Dellwing |

|                      |           |                            |
| Jakubauskas 40’, 55’ | Marcatori | 38’ Fincke 83’ Schwerinski |

| Arbitro: | Jansen |

|                         |           |               |
| Fincke 23’ Ballwanz 87’ | Marcatori | 20’ Schreiber |

| Arbitro: | Müller |

|                        |           |              |
| Wohlert 28’ Naawuh 84’ | Marcatori | 33’ Lieberam |

| Arbitro: | Fleske |

|                 |           |             |
| Frąckiewicz 70’ | Marcatori | 25’ Zampach |

| Arbitro: | Frey |

|                             |           |  |
| Tarnat 11’, 90’ Azzouzi 44’ | Marcatori |  |

| Wolfsburg 10 aprile 1993, ore 15:30 CEST 35ª giornata | Wolfsburg | 0 – 0 referto | Meppen | VfL-Stadion am Elsterweg (4 000 spett.)\| Arbitro: \| Weise \| |
| Arbitro:                                              | Weise     |               |        |                                                                |

| Arbitro: | Werthmann |

|            |           |  |
| Maciel 78’ | Marcatori |  |

| Arbitro: | Haupt |

|                |           |                           |
| Reich 47’, 51’ | Marcatori | 56’ Gatti 90’ Schlindwein |

| Arbitro: | Wittke |

|                          |           |  |
| Basler 65’ Schmöller 83’ | Marcatori |  |

| Arbitro: | Dardenne |

|                             |           |  |
| Reich 33’, 37’ Ballwanz 79’ | Marcatori |  |

| Arbitro: | Amerell |

|  |           |           |
|  | Marcatori | 48’ Reich |

| Arbitro: | Domurat |

|                           |           |            |
| Lieberam 68’ Dammeier 84’ | Marcatori | 45’ Edmond |

| Arbitro: | Merk |

|                                        |           |              |
| Straka 23’ Müller 64’ Tönnies 69’, 84’ | Marcatori | 12’ Dammeier |

| Wolfsburg 22 maggio 1993, ore 15:30 CEST 43ª giornata | Wolfsburg | 0 – 0 referto | Fortuna Colonia | VfL-Stadion am Elsterweg (5 500 spett.)\| Arbitro: \| Stenzel \| |
| Arbitro:                                              | Stenzel   |               |                 |                                                                  |

| Unterhaching 25 maggio 1993, ore 19:30 CEST 44ª giornata | Unterhaching | 0 – 0 referto | Wolfsburg | Stadion am Sportpark (7 000 spett.)\| Arbitro: \| Wippermann \| |
| Arbitro:                                                 | Wippermann   |               |           |                                                                 |

| Arbitro: | Aust |

|               |           |  |
| Reich 5’, 16’ | Marcatori |  |

| Arbitro: | Albrecht |

|           |           |                     |
| Cyroń 33’ | Marcatori | 37’ Holze 79’ Reich |

## Statistiche

### Statistiche di squadra
| Competizione  | Punti | In casa | In casa | In casa | In casa | In casa | In casa | In trasferta | In trasferta | In trasferta | In trasferta | In trasferta | In trasferta | Totale | Totale | Totale | Totale | Totale | Totale | DR |
| Competizione  | Punti | G       | V       | N       | P       | Gf      | Gs      | G            | V            | N            | P            | Gf           | Gs           | G      | V      | N      | P      | Gf     | Gs     | DR |
| ------------- | ----- | ------- | ------- | ------- | ------- | ------- | ------- | ------------ | ------------ | ------------ | ------------ | ------------ | ------------ | ------ | ------ | ------ | ------ | ------ | ------ | -- |
| 2. Bundesliga | 45    | 23      | 11      | 9       | 3       | 42      | 25      | 23           | 5            | 4            | 14           | 23           | 44           | 46     | 16     | 13     | 17     | 65     | 69     | -4 |
| Totale        | 45    | 23      | 11      | 9       | 3       | 42      | 25      | 23           | 5            | 4            | 14           | 23           | 44           | 46     | 16     | 13     | 17     | 65     | 69     | -4 |

### Andamento in campionato
| Giornata  | 1 | 2 | 3 | 4 | 5 | 6  | 7 | 8 | 9 | 10 | 11 | 12 | 13 | 14 | 15 | 16 | 17 | 18 | 19 | 20 | 21 | 22 | 23 | 24 | 25 | 26 | 27 | 28 | 29 | 30 | 31 | 32 | 33 | 34 | 35 | 36 | 37 | 38 | 39 | 40 | 41 | 42 | 43 | 44 | 45 | 46 |
| --------- | - | - | - | - | - | -- | - | - | - | -- | -- | -- | -- | -- | -- | -- | -- | -- | -- | -- | -- | -- | -- | -- | -- | -- | -- | -- | -- | -- | -- | -- | -- | -- | -- | -- | -- | -- | -- | -- | -- | -- | -- | -- | -- | -- |
| Luogo     | T | C | T | C | T | T  | C | T | C | T  | C  | T  | C  | T  | C  | T  | C  | T  | C  | T  | C  | T  | C  | C  | T  | C  | T  | C  | C  | T  | C  | T  | C  | T  | C  | T  | C  | T  | C  | T  | C  | T  | C  | T  | C  | T  |
| Risultato | V | V | N | N | P | P  | V | V | V | P  | P  | P  | P  | N  | N  | P  | V  | P  | N  | P  | V  | P  | N  | V  | P  | P  | V  | V  | N  | N  | V  | P  | N  | P  | N  | P  | N  | P  | V  | V  | V  | P  | N  | N  | V  | V  |
| Posizione | 1 | 1 | 4 | 7 | 8 | 12 | 9 | 7 | 4 | 7  | 8  | 11 | 13 | 15 | 13 | 17 | 13 | 16 | 17 | 17 | 15 | 15 | 17 | 13 | 16 | 19 | 17 | 15 | 13 | 15 | 11 | 16 | 16 | 16 | 17 | 18 | 18 | 19 | 17 | 16 | 15 | 16 | 16 | 16 | 16 | 14 |

Legenda:

Luogo: C = Casa; T = Trasferta. Risultato: V = Vittoria; N = Pareggio; P = Sconfitta.

### Statistiche dei giocatori
| B. Akrapović    | 46 | 0  | 4  | 0 |
| H. Ballwanz     | 45 | 2  | 21 | 1 |
| H. Brunner      | 30 | 1  | 7  | 1 |
| D. Dammeier     | 32 | 3  | 8  | 0 |
| F. Dermech      | 19 | 1  | 3  | 0 |
| R. Ewen         | 20 | 0  | 0  | 0 |
| H. Fiebich      | 22 | 3  | 0  | 0 |
| A. Fincke       | 19 | 2  | 1  | 0 |
| J. Frąckiewicz  | 42 | 11 | 7  | 0 |
| M. Geiger       | 12 | 1  | 1  | 0 |
| U. Hain         | 3  | 0  | 0  | 0 |
| S. Holze        | 33 | 7  | 1  | 1 |
| J. Hoßbach      | 14 | 0  | 0  | 0 |
| J. Jensen       | 21 | 0  | 2  | 0 |
| B. Kick         | 31 | 0  | 1  | 1 |
| P. Kleeschätzky | 24 | 2  | 7  | 1 |
| T. Kohn         | 23 | 0  | 6  | 0 |
| U. Koschinat    | 3  | 0  | 0  | 0 |
| F. Lieberam     | 21 | 2  | 1  | 0 |
| F. Ockert       | 35 | 0  | 1  | 0 |
| S. Reich        | 43 | 27 | 11 | 1 |
| L. Schwerinski  | 23 | 3  | 0  | 0 |
| J. Trautmann    | 32 | 0  | 7  | 1 |
| S. Vuia         | 1  | 0  | 1  | 0 |